# Lobelia galpinii
Lobelia galpinii är en klockväxtart som beskrevs av Rudolf Schlechter. Lobelia galpinii ingår i släktet lobelior, och familjen klockväxter. Inga underarter finns listade i Catalogue of Life.